# Cacaopera
Cacaopera è un comune del dipartimento di Morazán, in El Salvador.
| Controllo di autorità | VIAF (EN) 140784535 · LCCN (EN) n85136059 · J9U (EN, HE) 987007562347605171 |